# Guinée aux Jeux olympiques d'été de 2024
La Guinée participe aux Jeux olympiques de 2024 à Paris. Il s'agit de sa 13e participation à des Jeux olympiques d'été.
Le footballeur Naby Keïta et l'archère Fatoumata Sylla sont nommés porte-drapeaux de la délégation en juillet 2024,.

## Nombre d’athlètes qualifiés par sport
Voici la liste des qualifiés et sélectionnés guinéens par sport (remplaçants compris) :
| Sport                                 | Hommes | Femmes | Total |
| ------------------------------------- | ------ | ------ | ----- |
| Athlétisme                            | -      | 1      | 1     |
| Football                              | 18     | -      | 18    |
| Judo                                  | 0      | 2      | 2     |
| Sports aquatiques • Natation sportive | 1      | 1      | 2     |
| Tir à l'arc                           | -      | 1      | 1     |
| Total                                 | 19     | 5      | 24    |

## Résultats

### Athlétisme

#### Femmes
| Athlètes           | Épreuve | Premier tour (ou tour préliminaire) | Premier tour (ou tour préliminaire) | Repêchage (ou premier tour) | Repêchage (ou premier tour) | Demi-finales | Demi-finales | Finale   | Finale   |
| Athlètes           | Épreuve | Temps                               | Rang                                | Temps                       | Rang                        | Temps        | Rang         | Temps    | Rang     |
| ------------------ | ------- | ----------------------------------- | ----------------------------------- | --------------------------- | --------------------------- | ------------ | ------------ | -------- | -------- |
| Safiatou Acquaviva | 100 m   | 11 s 97                             | 5e                                  | 12 s 07                     | 9e                          | Éliminée     | Éliminée     | Éliminée | Éliminée |

### Football
| Épreuve          | Premier tour                 | Premier tour       | Premier tour           | Premier tour | Quart de finale  | Demi-finale      | Finale / MB      | Rang |
| Épreuve          | Adversaire Score             | Adversaire Score   | Adversaire Score       | Rang         | Adversaire Score | Adversaire Score | Adversaire Score | Rang |
| ---------------- | ---------------------------- | ------------------ | ---------------------- | ------------ | ---------------- | ---------------- | ---------------- | ---- |
| Tournoi masculin | Nouvelle-Zélande Défaite 1–2 | France Défaite 0–1 | États-Unis Défaite 0–3 | 4e           | Éliminés         | Éliminés         | Éliminés         | 16e  |

### Judo
| Athlète         | Compétition    | 1er tour                  | 2e tour                 | Quart de finale     | Demi-finale         | Repêchage           | Finale / CB         | Rang     |
| Athlète         | Compétition    | Adversaire Résultat       | Adversaire Résultat     | Adversaire Résultat | Adversaire Résultat | Adversaire Résultat | Adversaire Résultat | Rang     |
| --------------- | -------------- | ------------------------- | ----------------------- | ------------------- | ------------------- | ------------------- | ------------------- | -------- |
| Mariana Esteves | Moins de 57 kg | Escano Victoire 10 - 00   | Cysique Défaite 00 - 10 | Éliminée            | Éliminée            | Éliminée            | Éliminée            | Éliminée |
| Marie Branser   | Moins de 78 kg | Villiers Victoire 10 - 00 | Wagner Défaite 00 - 11  | Éliminée            | Éliminée            | Éliminée            | Éliminée            | Éliminée |

### Natation
| Athlète               | Épreuve        | Séries  | Séries | Demi-finales | Demi-finales | Finale  | Finale  |
| Athlète               | Épreuve        | Temps   | Rang   | Temps        | Rang         | Temps   | Rang    |
| --------------------- | -------------- | ------- | ------ | ------------ | ------------ | ------- | ------- |
| Elhadj N'gnane Diallo | 100 m papillon | 26 s 45 | 57e    | Éliminé      | Éliminé      | Éliminé | Éliminé |

| Athlète            | Épreuve         | Séries  | Séries | Demi-finales | Demi-finales | Finale   | Finale   |
| Athlète            | Épreuve         | Temps   | Rang   | Temps        | Rang         | Temps    | Rang     |
| ------------------ | --------------- | ------- | ------ | ------------ | ------------ | -------- | -------- |
| Djenabou Jolie Bah | 50 m nage libre | 31 s 90 | 69e    | Éliminée     | Éliminée     | Éliminée | Éliminée |

### Tir à l'arc
| Athlète         | Compétition | Tour préliminaire | Tour préliminaire | 1/32e de finale        | 1/16e de finale  | 1/8e de finale   | Quart de finale  | Demi-finale      | Finale / MB      | Rang     |
| Athlète         | Compétition | Score             | Rang              | Adversaire Score       | Adversaire Score | Adversaire Score | Adversaire Score | Adversaire Score | Adversaire Score | Rang     |
| --------------- | ----------- | ----------------- | ----------------- | ---------------------- | ---------------- | ---------------- | ---------------- | ---------------- | ---------------- | -------- |
| Fatoumata Sylla | Femmes      | 619               | 61e               | Kaufhold Défaite 2 - 6 | Éliminée         | Éliminée         | Éliminée         | Éliminée         | Éliminée         | Éliminée |